# Lago di Poschiavo
Lago di Poschiavo (německy Puschlaversee) je jezero ve Švýcarsku, nacházející se v údolí Val Poschiavo v jižní části kantonu Graubünden.

## Geografie
S rozlohou téměř 2 km² je Lago di Poschiavo největším z 23 jezer v údolí Poschiavo. Jeho maximální hloubka je 98 m. Přímo u jezera leží vesnice Le Prese a Miralago, centra obcí Poschiavo a Brusio jsou vzdálena 5, resp. 3 km.
K jezeru se lze dostat ze severu přes průsmyk Bernina nebo průsmyk Livigno a z jihu přes Tirano (z Itálie). Podél západního břehu vede v délce přibližně dvou kilometrů Berninská dráha. Pěšky lze jezero obejít za dvě hodiny po rovinaté turistické stezce.
Jezero bylo přehrazeno prehistorickým sesuvem půdy. Není zde žádná umělá hráz, pouze odběr vody na jižním konci, který reguluje odtok. Většina vody odtéká tunelem do Monte Scala (937 m n. m.) a odtud do elektrárny Campocologno; zbývající voda teče přirozenou cestou řekou Poschiavino. Elektrárna je v provozu od roku 1906. Celkový obsah vody je přibližně 120 milionů m³, z čehož 15 milionů m³ slouží k výrobě elektřiny. 